# Enter Air
Enter Air ist eine polnische Charterfluggesellschaft mit Sitz in Warschau und Basis auf dem Chopin-Flughafen Warschau.

## Geschichte
Der Charterflugmarkt in Polen war bis 2009 von ausländischen Fluggesellschaften sowie von Centralwings, der Tochter der staatlichen Fluggesellschaft LOT, geprägt. Nachdem Centralwings aufgrund von finanziellen Problemen nach dem 31. Mai 2009 den Flugbetrieb einstellte, bot sich eine Entwicklungschance für eine private polnische Chartergesellschaft. Enter Air wurde 2009 gegründet. Der erste kommerzielle Flug fand am 25. April 2010 von Warschau nach Enfidha in Tunesien statt. 
Am 26. Februar 2013 wurde verkündet, dass Enter Air die von XL Airways Germany geplanten Charterflüge von den Flughäfen Rostock, Erfurt und Kassel übernimmt. XL Airways Germany hatte im Dezember 2012 Insolvenz angemeldet und lässt den Flugbetrieb seitdem ruhen.
Am 19. März 2013 wurde bekannt gegeben, dass Enter Air nun doch nicht die geplanten Flüge von XL Airways Germany übernimmt. Die Fluggesellschaft machte kurz vor Beginn des Sommerflugplans einen Rückzieher.
Am 3. Mai 2019 wurde bekannt gegeben, dass Enter Air sich mit 49,9 Prozent an der schweizerischen Germania Flug beteiligt.

## Flugziele
Vom Chopin-Flughafen Warschau, dem Flughafen Poznań-Ławica und dem Flughafen Katowice aus werden Urlaubsziele mit Fokus auf den Mittelmeerraum angeflogen.

## Flotte

### Aktive Flotte
Mit Stand April 2025 besteht die Flotte der Enter Air aus 30 Flugzeugen mit einem Durchschnittsalter von 16,8 Jahren:
| Flugzeugtyp      | Anzahl | bestellt | Anmerkungen                             | Sitzplätze | Durchschnittsalter |
| ---------------- | ------ | -------- | --------------------------------------- | ---------- | ------------------ |
| Boeing 737-800   | 21     |          | mit Winglets ausgestattet; vier inaktiv | 189        | 21,6 Jahre         |
| Boeing 737 MAX 8 | 09     |          | eine inaktiv                            | 186 189    | 05,7 Jahre         |
| Gesamt           | 30     | -        |                                         |            | 16,8 Jahre         |

### Ehemalige Flugzeugtypen
- Airbus A320-200
- Boeing 737-400